# Гевану
Гевану (рум. Găvanu) — село у повіті Васлуй в Румунії. Входить до складу комуни Богдана.
Село розташоване на відстані 258 км на північний схід від Бухареста, 16 км на південний захід від Васлуя, 72 км на південь від Ясс, 124 км на північ від Галаца.

## Населення
За даними перепису населення 2002 року у селі проживали 104 особи, усі — румуни. Усі жителі села рідною мовою назвали румунську.